# A tanítványok (film)
A tanítványok Bereményi Géza 1985-ös, rendezőként első, nagy sikerű filmje. A forgatókönyvet az egykori Magyary-tanítvány, dr. Szaniszló József emlékiratai alapján írta.

## Létrejötte
A történet a maga korában, a nyolcvanas évek közepén már csak szűk szakmai körökben ismert közigazgatási tudós, Magyary Zoltán jogászprofesszor által maga köré gyűjtött tanítványok munkájába enged bepillantani egy frissen érettségizett, tanyasi parasztfiú, első éves egyetemista, Fehér József szemén keresztül. Mindeközben pontos korrajzot elevenít fel az 1930-as évek végének pesti egyetemi, kollégiumi életéről, a hozzájuk lazán kapcsolódó falukutató, népi írós körrel együtt egészen a világháború vége, Pest ostromának napjaiig.
A filmben operatőri/vágói bravúrral beleszőtt archív felvételek és Szőts István Emberek a havason című filmjéből kölcsönzött jelenetek is hitelesítik a történetet.
A cselekményt fésűszerűen átszövi a nyolcvanas évek közepének jelenében játszódó történet az immár idős Fehér József és fia véletlen találkozásáról egy forró, kánikulai napon.
Eperjes Károly kettős főszerepben egyrészt a fiatal Fehér Józsefet, illetve nyolcvanas évekbeli fiát alakítja. Külön érdekesség, hogy ezekben a jelenetekben az idős Fehér Józsefet Eperjes korábban amatőr színész édesapja alakítja. S akinek hangját Eperjes kölcsönzi öregessé tett, elváltoztatott hangon, míg őt ezekben a jelenetekben Gulácsi Ferenc hangjával hallhatjuk.

## Dramaturgiai jellemzői
Bár A tanítványok valós eseményeken és valós személyek történetén alapszik, mégsem dokumentum-játékfilm, hanem filmdráma.
Ennek megfelelően dramaturgiai okokból Bereményi a valós eseményeket művészeti szempontok szerint átfogalmazta, néhol megváltoztatta. Ezért csupán a történelmi személyiségek, Teleki Pál kultuszminiszter, majd miniszterelnök, maga Magyary Zoltán professzor és Wilhelm Stuckart náci belügyi államtitkár szerepel a valós nevén.
Magyary legközelebbi munkatársa, a dr. Kiss István inspirálta személy Nagy Istvánként, a jelentős falukutató, újságíró, parasztpárti politikus, Kovács Imre a filmben Török Imre néven szerepel. Nadányi Ákos professzor nyilván Györffy Istvánról lett mintázva. A főhős, Fehér József természetesen maga dr. Szaniszló József, aki Bereményi visszaemlékezése szerint valóban egyedül élt, azonban a filmmel ellentétben egy lánya volt, nem fia. Engel Péter szerepéből pedig leginkább K. Kovács Péterre, Teleki egykori tanítványára, asszisztensére gondolhatunk.
(Magyary tanítvány volt egyébként sok olyan ismert személyiség is, mint például Benda Kálmán történész vagy Martonyi János jogászprofesszor, Martonyi János édesapja is.)
A tanítványok megértéséhez némi adalék lehet, hogy a Táj- és Népkutató Központ három alapító professzora, Teleki, Magyary és Györffy között a viszony ekkorra elsősorban a kül- és belpolitikai változások értékelése okán megromlott, s ez kihatott tanársegédeik, illetve diákjaik viszonyára is. De ez messze nem volt olyan mértékű, mint ahogyan az a filmben megjelenik.
Ám a film műfaja filmdráma és nem dokumentum-játékfilm.
Hasonló, esetleg egyéb politikai okokból nem szerepel saját nevén a kor ismert szélsőjobboldali személyisége, gróf Festetics Sándor, a „nyilas gróf”, illetve Ernő fia, a korabeli bulvárlapokban gyakran szereplő botrányhős, autóversenyző. Ők a dégi Festetics-kastélyról, ahol a történet több jelenete eredeti helyszínen játszódik, illetve Gráf Alex autóversenyzői passziójáról azonosíthatók be.
Ennek megfelelően a Básti Juli alakította grófkisasszonyt az akkor közel 18 éves Festetics Izabella személyével azonosíthatjuk.
Rejtélyes alak a Hollósi Frigyes alakításában megjelenő inas (inkább főkomornyik), Georg Matuschek is.
A filmhez Darvas Ferenc komponált remek, korhűen hangzó zenét, dalokat.

## A film előzményei
Bereményi 1985-ben éppen filmes, forgatókönyvírói karrierje feladásán morfondírozott, mikor a nyugdíjazás előtt álló Nemeskürty István, akkori Mafilm-igazgató azzal az ajánlattal kereste meg, hogy az éves költségvetésből megmaradt, még fel nem használt, körülbelül egy filmre elegendő összeget felajánlja neki: készítsen egy filmforgatókönyvet bármely témában, és ő elintézi, hogy azt a Bereményi által kiválasztott rendező valósítsa meg.
Egyáltalán nem kizárt, hogy a ravasz, munkatársaira odafigyelő, velük sokat törődő és vezetőként is tehetséges Nemeskürty eleve így kalkulált, hogy Bereményit a filmszakmában tartsa. De végül Bereményi vonakodását a filmre adott visszautasíthatatlan filmrendezői megbízással gyűrte le.
Bereményi aznap még korábban megbeszélt ebéden találkozott Őry Csabával, aki éppen a harmincas-negyvenes években akkori munkahelyén, a jogi karon működő „titkos társaság” történetét dolgozta fel. Bereményinek azonnal felkeltette érdeklődését a történet, és az ebéd után nyomban felkeresték Magyary professzor egykori tanítványát, dr. Szaniszló Józsefet, akinek régen kéziratban porosodó emlékiratai alapján készült el végül A tanítványok forgatókönyve.

## Cselekmény
|  | Alább a cselekmény részletei következnek! |

A frissen a piaristáknál végzett tanyasi fiú, Fehér József Pestre utazik beiratkozni a Pázmány Péter Egyetem jogi karára. Azonban félretájékoztatták, így a beiratkozást lekéste. A szerencsés véletlennek köszönhetően összeakad az éjjel-nappal az egyetemi intézetében dolgozó Magyary professzorral, aki felkarolja a fiatal, tehetségesnek látszó szegény fiút, és elintézi a lekésett beiratkozást.
Fehér talán a váratlan segítség hatására, talán személyes szimpátiából is – nézeteiről még mit sem tudva a professzor haláláig elkötelezett híve lesz. Csak később kezd azonosulni a professzor szociális kérdésekre is érzékeny, ugyanakkor tisztán politikamentes szakirányításban hívő közigazgatási és társadalmi modernizációs elveivel.
Megismerkedik a professzor körül csoportosuló, fiatal kutatókból álló közösséggel, „a  tanítványokkal”, akikhez lassan ő is számítja magát, és az egyetemi, kollégiumi közösség más csoportjaival is, a falukutató Török Imrével.
Hozzásegítik, hogy kisebb jövedelemre tegyen szert a züllött, részeges arisztokratapalánta korrepetálásával. Gráf Alex jóvoltából megismerkedik a kissé különc, némileg hiperaktív családfővel, az öreg Sándor gróffal, aki a világ boldogításának szemlátomást az ellentétes pólusát választotta: katonás sportolók, futballisták, árpádsávos karszalagban gyakorlatozó náci rohamosztagosok. Nem véletlenül, hiszen Sándor gróf annak a Festetics Sándornak a pandantja, aki éppen ekkoriban a Magyar Nemzeti Szocialista Párt vezetője, a hazai náci mozgalom egyik úttörője.
Többször feltűnik még Gráf Alex húga is, akiből némi arisztokratikus érdeklődést vált ki a furcsa, környezetétől már-már ordítóan elütő fiatalember. És akibe a fiatalember talán reménytelenül bele is szeret.
A film további részét áthatja a közelgő összeomlás előérzete, és ezzel párhuzamosan az a már-már irracionális reménykedés, hogy ezt követően legalább Magyarország így-vagy úgy, de visszavonhatatlanul meg fog változni, és talán nem a legrosszabb irányba. S az események talán rákényszerítik az új világot a professzor elméleti munkásságának realizálására.
Kezdődik mindez az intézethez közeli Károlyi-palotában 1938 novemberében megrendezett, valóban emlékezetes és a valóságban is botrányba fulladt kiállítással.
A kísérleti telepek, a népfőiskola szervezése és a vidékkutató terepmunka ellenére mégis egyfajta elefántcsonttoronyban tevékenykedők világára hirtelen sötét árnyékot vet a baljós külvilág, Teleki Pál öngyilkosságának híre. Éppen az egyetemi előadásra meghívott náci belügyi államtitkár, Wilhelm Stuckart látogatása napján.
A történetbe érdekes dramaturgiai megoldással fésűszerűen illeszkedik a főhős, az időközben megöregedett Fehér József életének utolsó napja, véletlen találkozása fiával egy forró, kánikulai napon a nyolcvanas évek közepe táján.
|  | Itt a vége a cselekmény részletezésének! |

## Szereplők
- A fiatal Fehér József / fia, ifjabb Fehér József – Eperjes Károly
- Magyary Zoltán professzor – Gelley Kornél
- A grófkisasszony – Básti Juli
- Gráf Alex – Cserhalmi György
- Teleki Pál – Rajhona Ádám
- Török Imre – Balkay Géza
- Engel Péter – Kézdy György
- Nagy István – Méhes László
- Az idős Fehér József – id. Eperjes Károly (Eperjes Károly színész édesapja)
- Lány a metrón – Eszenyi Enikő
- I. inas, Georg Matuschek – Hollósi Frigyes
- Nadányi Ákos – Kátay Endre
- II. inas – András Ferenc
- Fehér anyja – Bódis Irén
- Sándor gróf – Csutoros Sándor
- Wilhelm Stuckart – Fehér György
- Detektív – Jeney István
- III. inas – Sőth Sándor

A filmben kisebb szerepekben feltűnnek Illés György, Fehér György operatőrök, András Ferenc és Sőth Sándor filmrendező, de még Pauer Gyula, a film látvány-, díszlet- és jelmeztervezője is.

## Díjak
1986

Budapest Magyar Játékfilmszemle
Társadalmi zsűri:
- Bereményi Géza – Legjobb rendezés díja

Szakmai zsűri:
- Kardos Sándor – Legjobb operatőr díja
- Pauer Gyula – Legjobb díszlet-és jelmeztervező díja
- Hollósi Frigyes – Legjobb férfi alakítás díja

Magyar Filmkritikusok Díja
Szakmai zsűri:
- Bereményi Géza – Legjobb rendezés díja
- Eperjes Károly – Legjobb férfi alakítás díja